# Анікєєв Віталій Валерійович
Віталій Валерійович Анікєєв (рос. Виталий Валерьевич Аникеев; 13 грудня 1985, м. Челябінськ, СРСР) — російський хокеїст, центральний нападник.
Вихованець хокейної школи «Трактор» (Челябінськ). Виступав за «Трактор» (Челябінськ), «Амур» (Хабаровськ), «Нафтохімік» (Нижньокамськ), «Автомобіліст» (Єкатеринбург), «Супутник» (Нижній Тагіл), «Зауралля» (Курган), «Мечел» (Челябінськ), «Лада» (Тольятті), «Донбас-2» (Донецьк), «Сокіл» (Красноярськ), «Рязань».

## Досягнення
- Чемпіон України (2012).